# Norbert Fruck
Norbert Fruck, né le 28 décembre 1957 en Allemagne de l'Ouest, est un joueur de football ouest-allemand jouant au poste de milieu de terrain puis, en fin de carrière, en tant que défenseur.
Il fait ses débuts dans le championnat d'Allemagne de Bundesliga avec le club du MSV Duisbourg en 1976-1977. Il joue dans ce club pendant sept saisons, atteignant la sixième place du championnat en 1978. À la suite de cette sixième place, il participe à la Coupe UEFA 1978-1979. Il atteint dans cette compétition la demi-finale et inscrit au passage un but en huitième de finale contre le RC Strasbourg.
Norbert Fruck, un bon technicien selon entraîneur à Duisbourg Rolf Schafstall (de), signe à l'Eintracht Francfort en 1983. Il est replacé au poste de défenseur et dispute à Francfort trois saisons en Bundesliga. En 1986-1987 il dispute sa dernière saison professionnelle à Bochum au club du SG Wattenscheid 09 en 2. Bundesliga, le deuxième échelon du football allemand,.